# Valhal
 For alternative betydninger, se Valhalla. (Se også artikler, som begynder med Valhalla)
Valhal (af oldnordisk Valhöll, "de faldnes hal") er i nordisk mytologi Odins bolig i Asgård. Det er hjemsted for einherjerne, de vikinger, der dør ærefuldt i kamp ("val" betyder "kampplads"), modsat dem, som led strådøden i sengehalmen, og endte i Hel (eller Helheim) hos dødsguden Hel.
I Grímnismál beskrives det at Valhal har 540 porte, og 800 krigere kan gå ud af hver port på én gang. Måske er dette påvirket af beretninger om Colosseum og lignende bygninger. Taget er tækket med gyldne skjolde, væggene er gjort af spydskafter og bænkene strøet med ringbrynjer.
Einherjerne kæmper dagligt indbyrdes for at træne til kampen mod jætterne ved Ragnarok. Hver aften genoplives de af valkyrierne og bringes tilbage til Valhal, hvor de spiser flæsk skåret af grisen Særimner og drikker mjød fra geden Heidrun, der står på taget af bygningen og spiser af Yggdrasils grene. Valkyrierne skænker drikke til einherjerne, og holder et øje med borddækning og ølkar.
Valhal har lagt navn til den kendte danske tegneserie Valhalla skabt af tegneren Peter Madsen og forfatterteamet Henning Kure og Hans Rancke-Madsen, som er oversat til ti sprog. Navnet Valhalla er den angelsaksiske version af navnet Valhal.